# Barragem do Centurião
Barragem do Centurião é uma barragem localizada na extremidade nordeste do Canal São Gonçalo, distante 3 quilômetros da cidade de Pelotas.
Foi construída em 1977 com o objetivo de impedir a intrusão das águas do mar para a Lagoa Mirim para garantir a fonte de água potável para as cidades de Rio Grande e Pelotas, bem como prevenir prejuízos às lavouras de arroz em torno da lagoa Mirim. Os projetos de abastecimento de água das duas cidades foram elaborados inicialmente por Saturnino de Brito.
Outra função da barragem é ajudar a evitar enchentes. 